# Dambelin
Dambelin és un municipi francès situat al departament del Doubs i a la regió de Borgonya - Franc Comtat. L'any 2007 tenia 472 habitants.

## Demografia

### Població
El 2007 la població de fet de Dambelin era de 472 persones. Hi havia 185 famílies de les quals 40 eren unipersonals (20 homes vivint sols i 20 dones vivint soles), 55 parelles sense fills, 70 parelles amb fills i 20 famílies monoparentals amb fills.
La població ha evolucionat segons el següent gràfic:
Habitants censats

### Habitatges
El 2007 hi havia 201 habitatges, 185 eren l'habitatge principal de la família, 5 eren segones residències i 11 estaven desocupats. 177 eren cases i 24 eren apartaments. Dels 185 habitatges principals, 154 estaven ocupats pels seus propietaris, 28 estaven llogats i ocupats pels llogaters i 2 estaven cedits a títol gratuït; 6 tenien dues cambres, 19 en tenien tres, 42 en tenien quatre i 118 en tenien cinc o més. 160 habitatges disposaven pel capbaix d'una plaça de pàrquing. A 80 habitatges hi havia un automòbil i a 94 n'hi havia dos o més.

### Piràmide de població
La piràmide de població per edats i sexe el 2009 era:
| Homes | Edats   | Dones |
| ----- | ------- | ----- |
| 0     | 95 o +  | 0     |
| 0     | 90 a 94 | 0     |
| 8     | 85 a 89 | 0     |
| 0     | 80 a 84 | 12    |
| 0     | 75 a 79 | 4     |
| 8     | 70 a 74 | 0     |
| 8     | 65 a 69 | 12    |
| 8     | 60 a 64 | 8     |
| 12    | 55 a 59 | 16    |
| 16    | 50 a 54 | 16    |
| 20    | 45 a 49 | 16    |
| 24    | 40 a 44 | 12    |
| 20    | 35 a 39 | 8     |
| 8     | 30 a 34 | 16    |
| 12    | 25 a 29 | 12    |
| 16    | 20 a 24 | 16    |
| 20    | 15 a 19 | 8     |
| 16    | 10 a 14 | 12    |
| 20    | 5 a 9   | 16    |
| 12    | 0 a 4   | 0     |

## Economia
El 2007 la població en edat de treballar era de 300 persones, 217 eren actives i 83 eren inactives. De les 217 persones actives 203 estaven ocupades (113 homes i 90 dones) i 14 estaven aturades (5 homes i 9 dones). De les 83 persones inactives 42 estaven jubilades, 15 estaven estudiant i 26 estaven classificades com a «altres inactius».

### Ingressos
El 2009 a Dambelin hi havia 193 unitats fiscals que integraven 491 persones, la mediana anual d'ingressos fiscals per persona era de 18.263 €.

### Activitats econòmiques
Dels 16 establiments que hi havia el 2007, 2 eren d'empreses de fabricació d'altres productes industrials, 6 d'empreses de construcció, 1 d'una empresa de comerç i reparació d'automòbils, 1 d'una empresa de transport, 1 d'una empresa d'hostatgeria i restauració, 1 d'una empresa financera, 1 d'una empresa immobiliària, 2 d'empreses de serveis i 1 d'una empresa classificada com a «altres activitats de serveis».
Dels 7 establiments de servei als particulars que hi havia el 2009, 2 eren tallers de reparació d'automòbils i de material agrícola, 1 paleta, 1 guixaire pintor, 1 fusteria, 1 electricista i 1 perruqueria.
L'any 2000 a Dambelin hi havia 10 explotacions agrícoles que ocupaven un total de 567 hectàrees.

## Equipaments sanitaris i escolars
El 2009 hi havia una escola elemental integrada dins d'un grup escolar amb les comunes properes formant una escola dispersa.

## Poblacions més properes
El següent diagrama mostra les poblacions més properes.